# Auburn (Kansas)
Auburn és una població dels Estats Units a l'estat de Kansas. Segons el cens del 2000 tenia 1.121 habitants.

## Demografia
Segons el cens del 2000, Auburn tenia 1.121 habitants, 385 habitatges, i 301 famílies. La densitat de població era de 746,2 habitants per km².
Dels 385 habitatges en un 50,4% hi vivien nens de menys de 18 anys, en un 62,6% hi vivien parelles casades, en un 12,7% dones solteres, i en un 21,6% no eren unitats familiars. En el 17,7% dels habitatges hi vivien persones soles el 8,8% de les quals corresponia a persones de 65 anys o més que vivien soles. El nombre mitjà de persones vivint en cada habitatge era de 2,91 i el nombre mitjà de persones que vivien en cada família era de 3,34.
Per edats la població es repartia de la següent manera: un 34,8% tenia menys de 18 anys, un 7,9% entre 18 i 24, un 31,9% entre 25 i 44, un 17,3% de 45 a 60 i un 8,1% 65 anys o més.
L'edat mediana era de 30 anys. Per cada 100 dones de 18 o més anys hi havia 84,1 homes.
La renda mediana per habitatge era de 42.632$ i la renda mediana per família de 44.934$. Els homes tenien una renda mediana de 31.699$ mentre que les dones 22.222$. La renda per capita de la població era de 15.679$. Entorn del 2,3% de les famílies i el 3,4% de la població estaven per davall del llindar de pobresa.

## Poblacions més properes
El següent diagrama mostra les poblacions més properes.